# Alfred Voigt
Alfred Voigt (* 11. November 1913 in Königsberg; † 1998) war ein deutscher Rechtswissenschaftler.

## Leben
Voigt wurde 1913 als Sohn eines Amtsgerichtsrats im ostpreußischen Königsberg geboren. Sein Urgroßvater war der Historiker und Archivar Johannes Voigt.
Nach dem Abitur 1931 am Collegium Fridericianum in Königsberg studierte er Rechtswissenschaft an der Universität Königsberg. Im Anschluss an das Referendarexamen (1936) war er wissenschaftlicher Assistent bei Ernst von Hippel und Ernst Forsthoff an der Rechts- und Staatswissenschaftlichen Fakultät und wurde 1937 bei von Hippel mit der Dissertation Umrisse einer Staatslehre bei Johann Gottfried Herder zum Dr. jur. promoviert. 1939 wurde er zur Wehrmacht eingezogen, wo er bis 1945 als Soldat diente. 1943 erfolgte die Ernennung zum Assessor.
Nach dem Krieg tätig an der Universität Heidelberg, wurde er in die Kommission zur Vorbereitung eines Verwaltungsgerichtsgesetzes berufen. Es folgte 1948 die öffentlich-rechtliche Habilitation bei Walter Jellinek mit der Arbeit Über die Politica generalis des Johann Angelis von Werdenhagen, Amsterdam 1632 und die Verleihung der Venia legendi. Im Anschluss war er Lehrbeauftragter an den Universitäten Mannheim und Frankfurt am Main sowie der Hochschule für Arbeit, Politik und Wirtschaft in Wilhelmshaven. Von 1951 bis 1979 war er Ordinarius für Staats-, Verwaltungs- und Völkerrecht (ab 1964: Öffentliches Recht und Kirchenrecht) an die Universität Erlangen. Zu seinen akademischen Schülern gehörten u. a. Peter Badura, Hasso Hofmann und Gerhard Hoffmann.
Von 1953 bis 1972 war er gleichzeitig Richter im Nebenamt am Bayerischen Verwaltungsgericht Ansbach.
Voigt war ab 1965 mit einer Ärztin verheiratet.

## Schriften (Auswahl)
- Umrisse einer Staatslehre bei Johann Gottfried Herder (= Königsberger rechtswissenschaftliche Forschungen, Band 3). Kohlhammer, Stuttgart u. a. 1939.
- Geschichte der Grundrechte. Spemann, Stuttgart 1948.
- Kirchenrecht. Luchterhand, Neuwied u. a. 1961.
- Schriften zur Rechts- und Verfassungsgeschichte (= Erlanger Forschungen, Reihe A, Geisteswissenschaften, Band 65). Hrsg. von Peter Badura, Universitätsbibliothek Erlangen, Erlangen 1993, ISBN 3-922135-90-0.